# Koguva
Koguva (Duits: Koggowa) is een plaats in de Estlandse gemeente Muhu, provincie Saaremaa. De plaats heeft de status van dorp (Estisch: küla).

## Bevolking
Het dorp had 26 inwoners op 31 december 2011 en 28 inwoners op 31 december 2021.

## Ligging
De plaats ligt aan de westkust van het eiland Muhu en heeft een kleine haven.

## Geschiedenis
In 1532 gaf Wolter von Plettenberg, landmeester van de Lijflandse Orde, een stuk land op Muhu in leen aan de boer Hansken, die later de familienaam Schmul aannam. Als tegenprestatie moest hij bodediensten verrichten voor de Orde. Volgens de overlevering had Hansken von Plettenberg gered van de verdrinkingsdood in de Väike Väin, de zeestraat tussen Muhu en Saaremaa. Hij werd zo een van de weinige vrije boeren in het toenmalige Estland. De meeste boeren waren als horigen verbonden aan een landgoed. De ‘vrijheidsbrief’ gold ook voor Hanskens nakomelingen. Zowel de Denen, de Zweden als de Russen respecteerden de overeenkomst. Tot in het begin van de 20e eeuw verzorgde de familie Schmul een postdienst tussen Saaremaa en Pärnu en een veerdienst tussen Muhu en Saaremaa. Rond de boerderij ontstond een dorp, dat voor het eerst werd genoemd in 1645 onder de naam Kogguwa. Een verre nazaat van Hansken was de schrijver Juhan Smuul, in 1922 in Koguva geboren als Johannes Schmuul. De vrijheidsbrief van Hansken wordt bewaard in het plaatselijke museum.

## Het museum van Muhu
Al kort na de dood van Juhan Smuul in 1971 werd in zijn geboortehuis, de boerderij Tooma (Estisch: Tooma talu), een expositie over zijn leven ingericht. In 1973 werd het huis in gebruik genomen als Juhan Smuul Museum. In 1979 verwierf het museum 30,4 ha land en kreeg het de naam ‘Museum voor de Nagedachtenis van Juhan Smuul en Openluchtmuseum Koguva’ (J. Smuuli Memoriaal- ja Koguva Vabaõhumuuseum). In 1990 werd het complex omgedoopt in Muhu Museum.
Naast het geboortehuis van Juhan Smuul liggen de boerderij Välja en de vroegere dorpsschool op het terrein van het museum. In de boerderij is een permanente expositie ingericht over het leven op Muhu, in het schoolgebouw een permanente expositie over de opvoeding op het Estische platteland.
Aan de kust staat een standbeeld van Juhan Smuul. De maker is Tõnu Maarand.

## Foto's

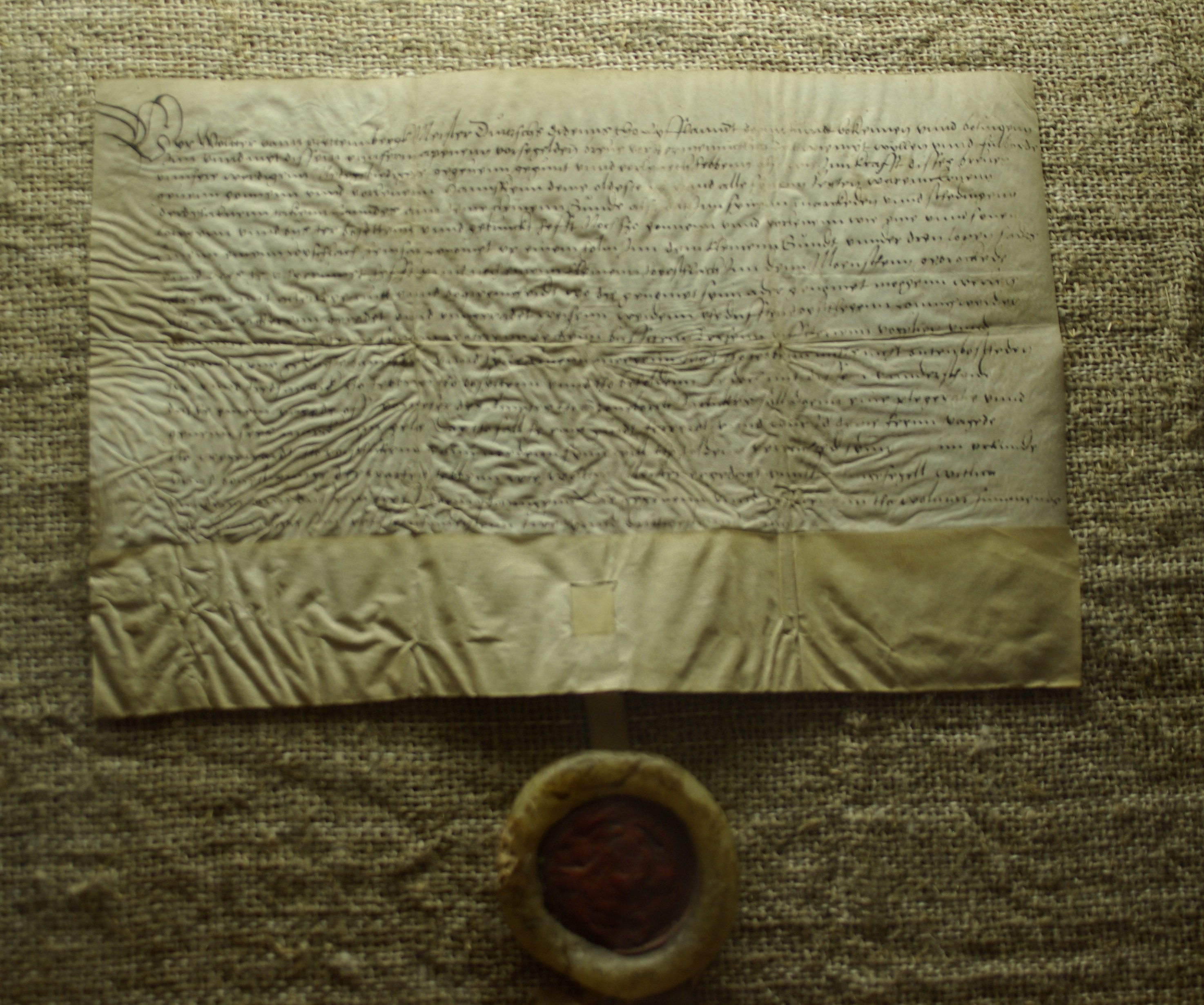
De ‘vrijheidsbrief’ van Hansken
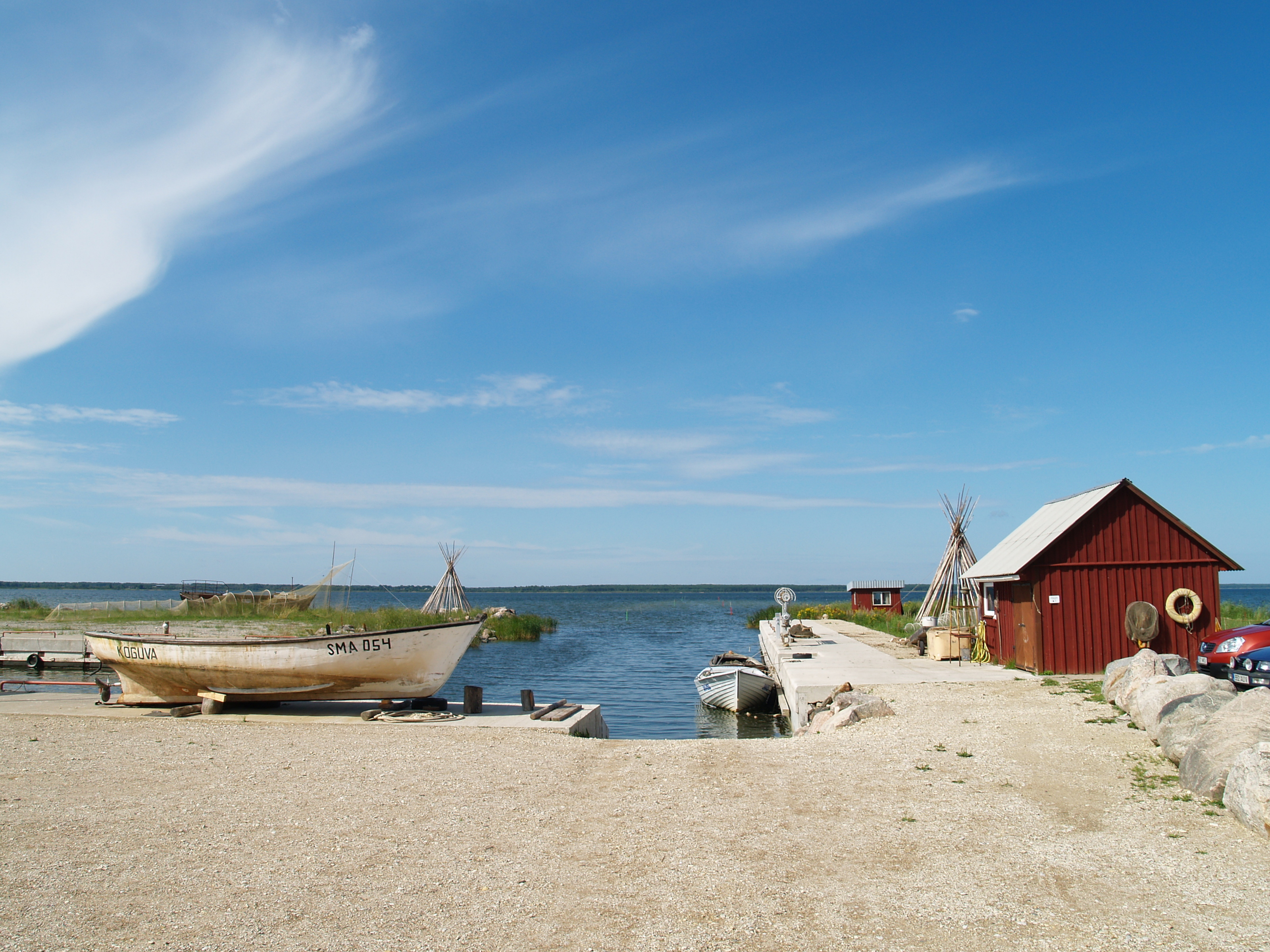
De haven
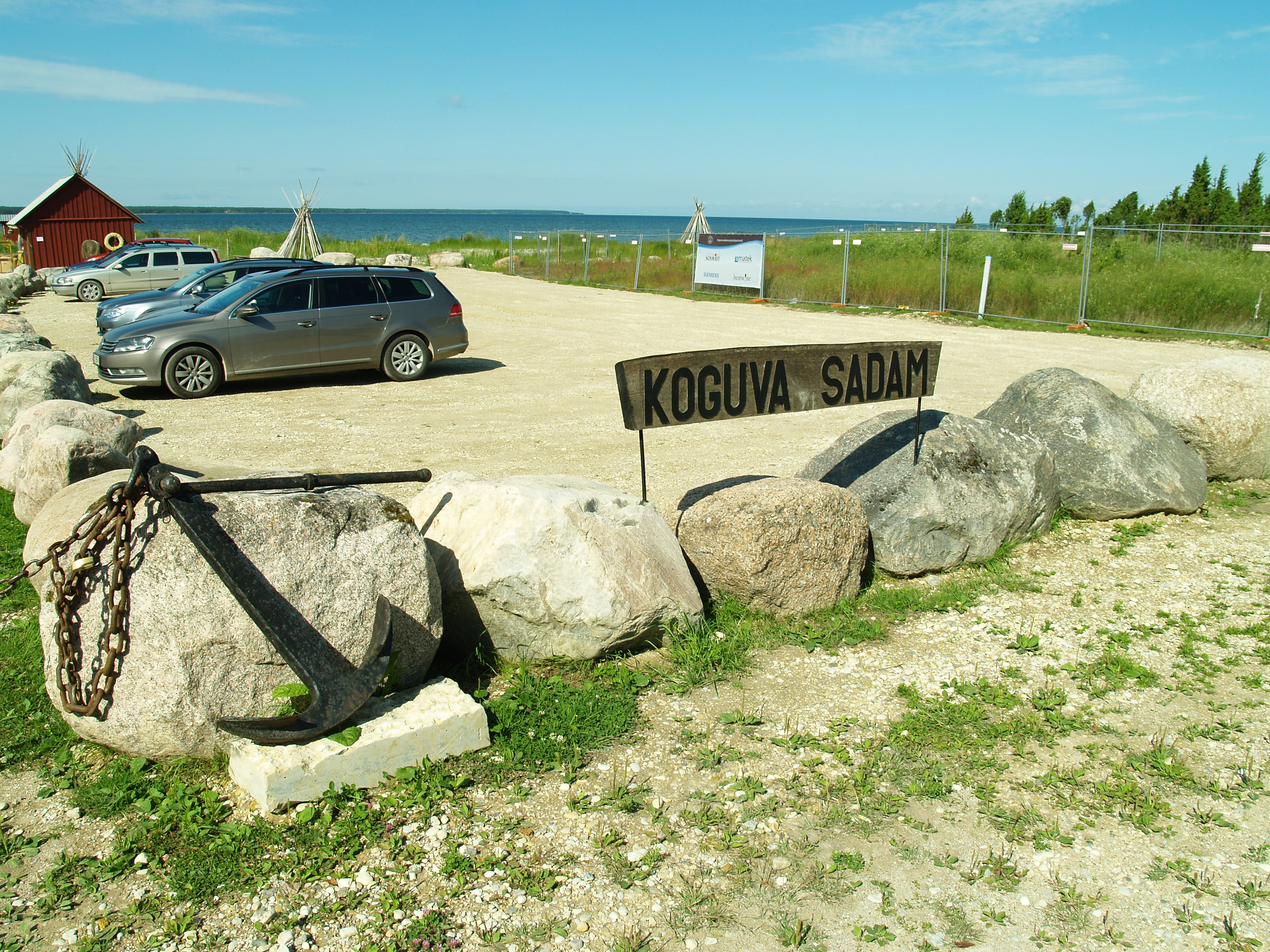
Parkeerterrein bij de haven
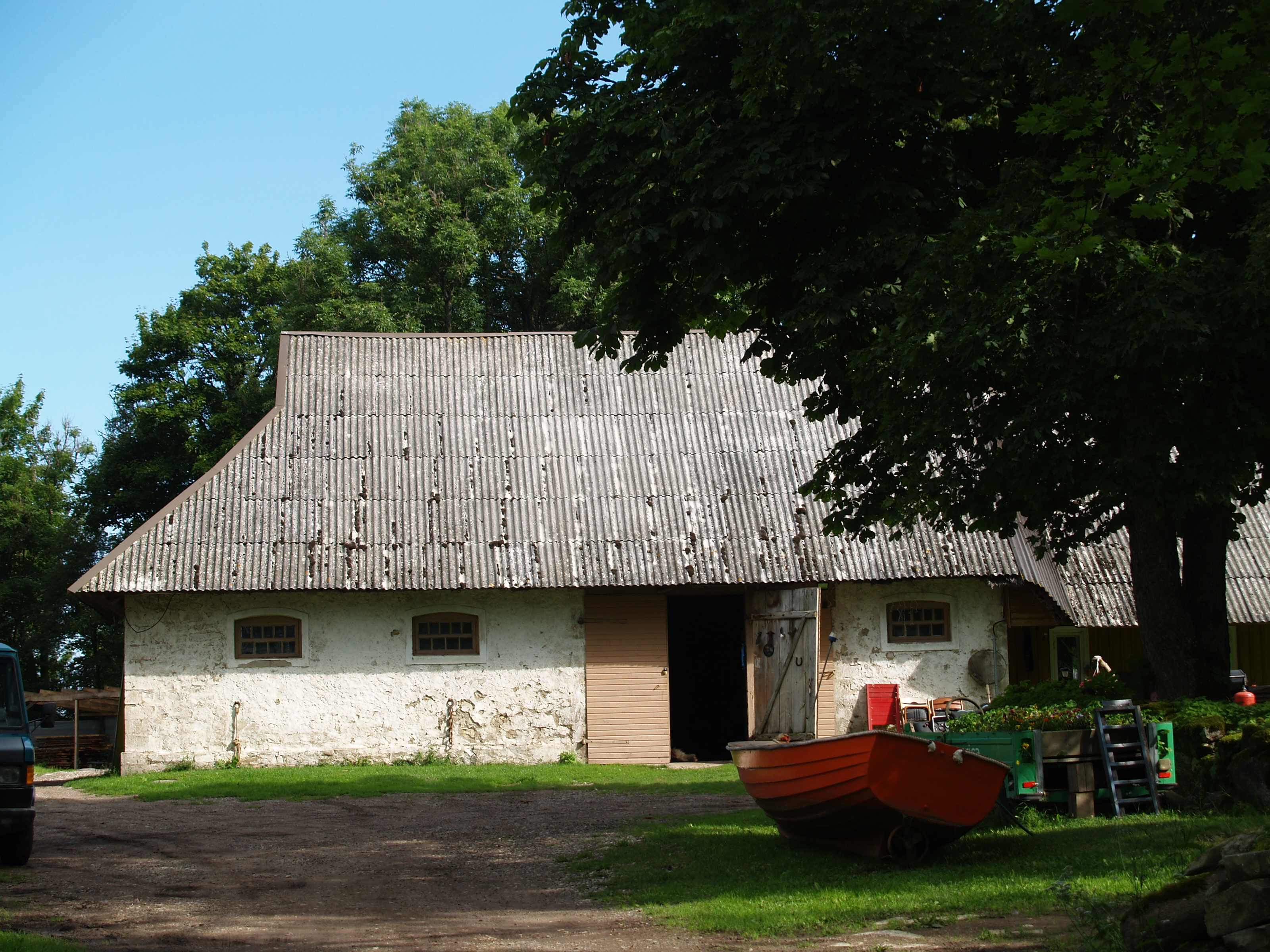
Boerderij
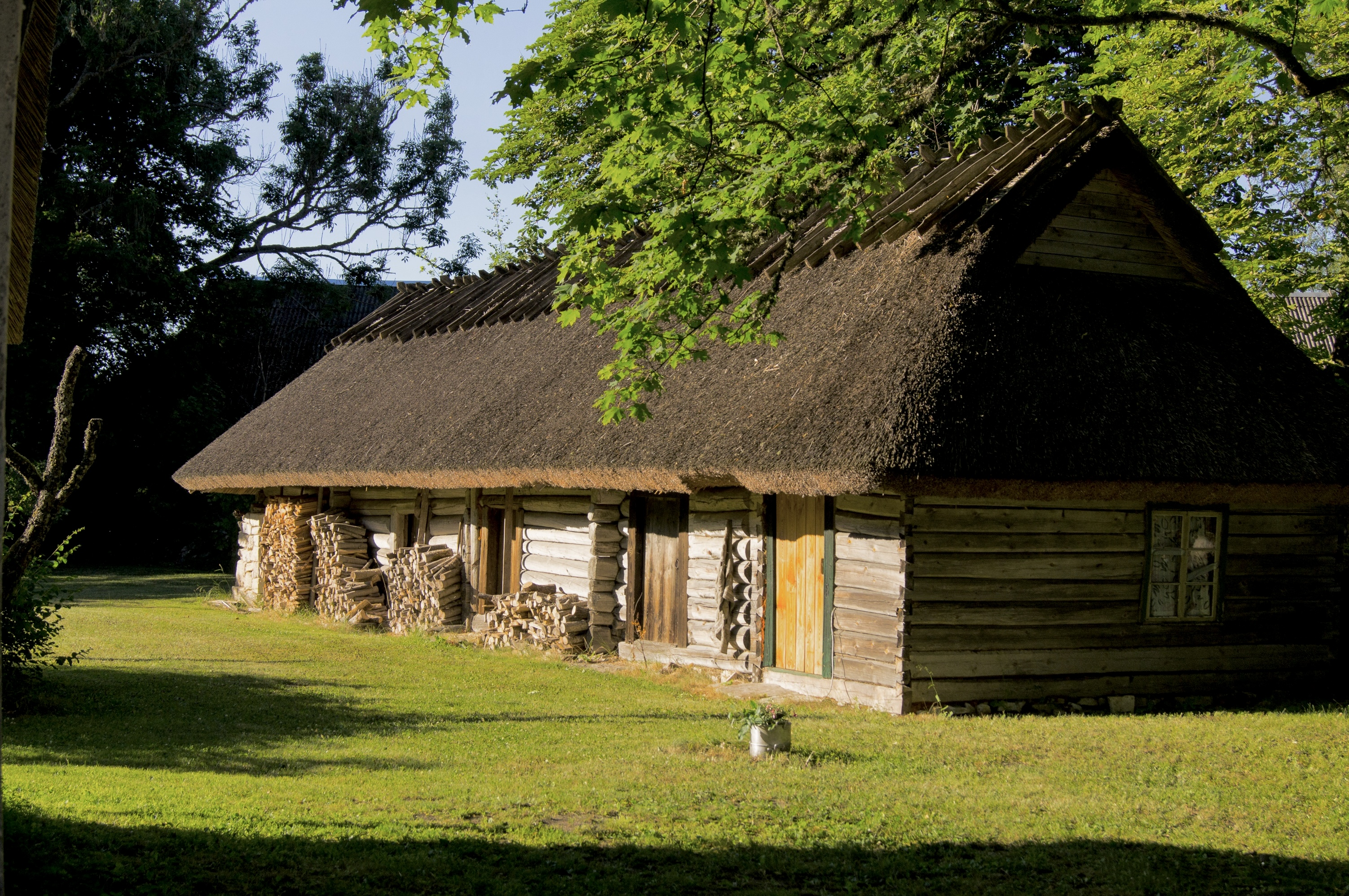
Voorraadschuur
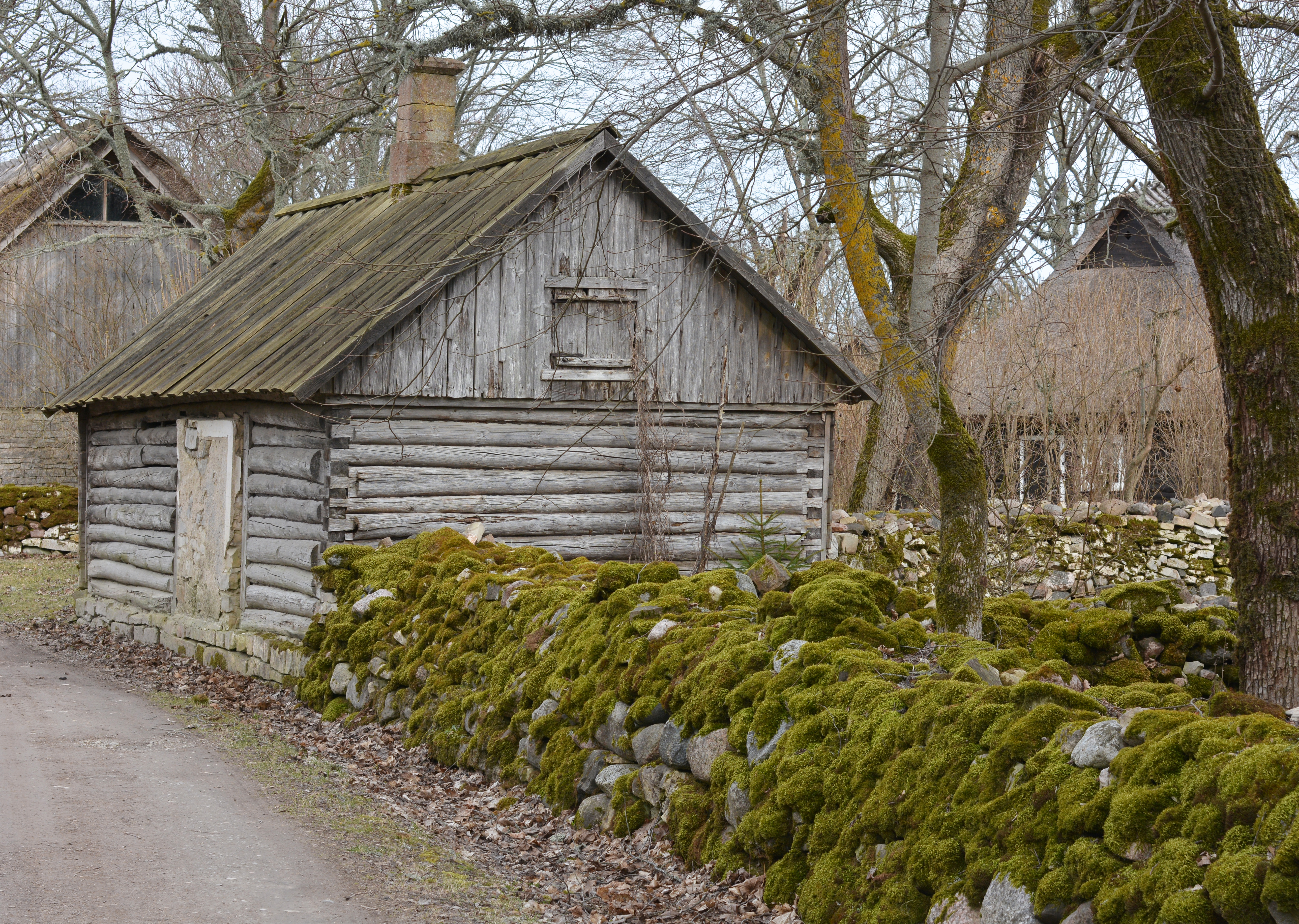
Sauna
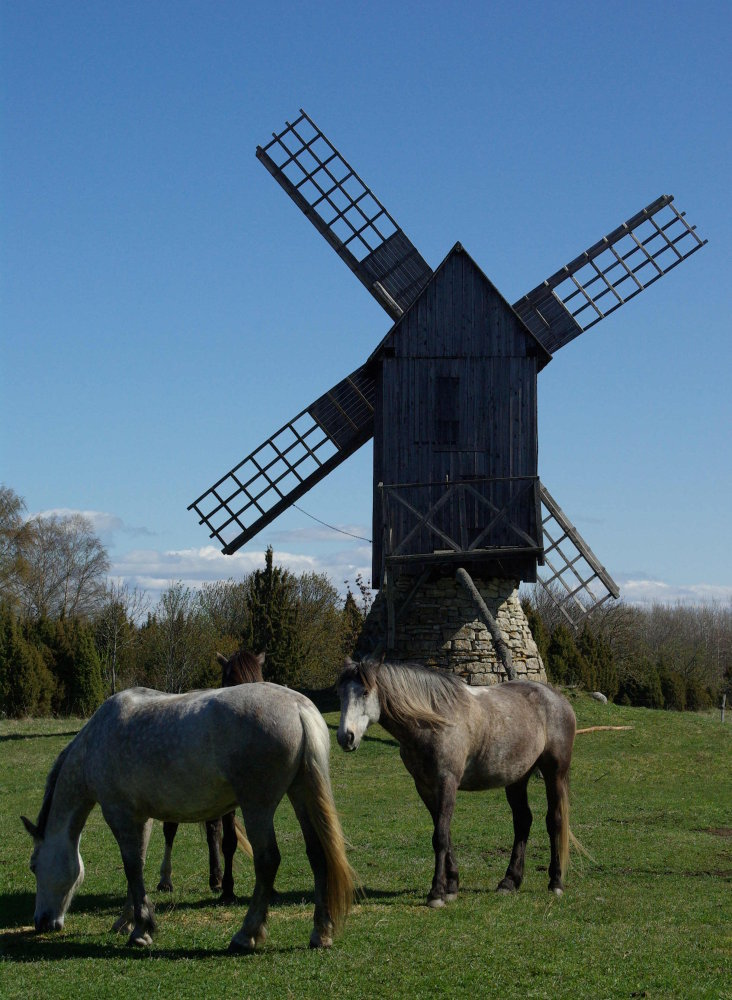
Windmolen
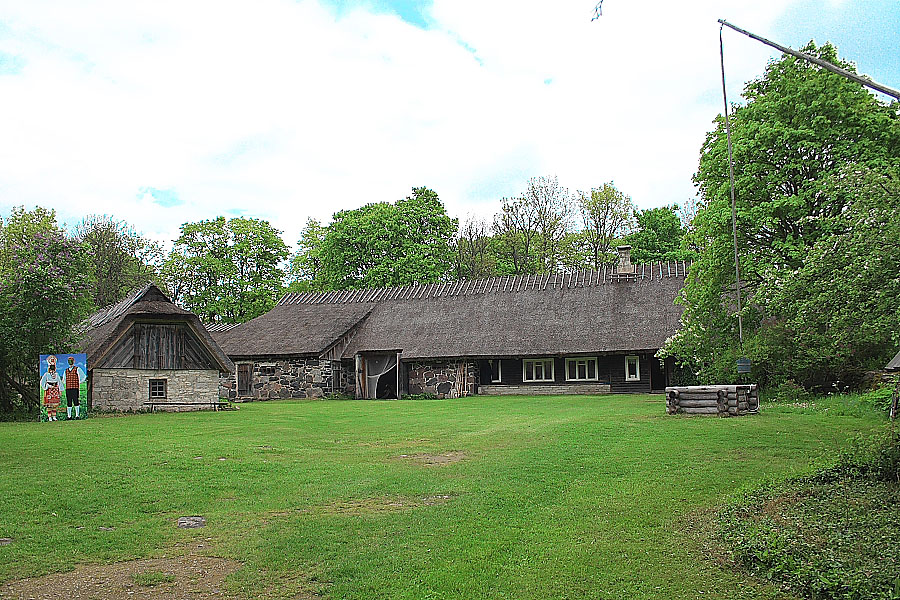
Geboortehuis van Juhan Smuul
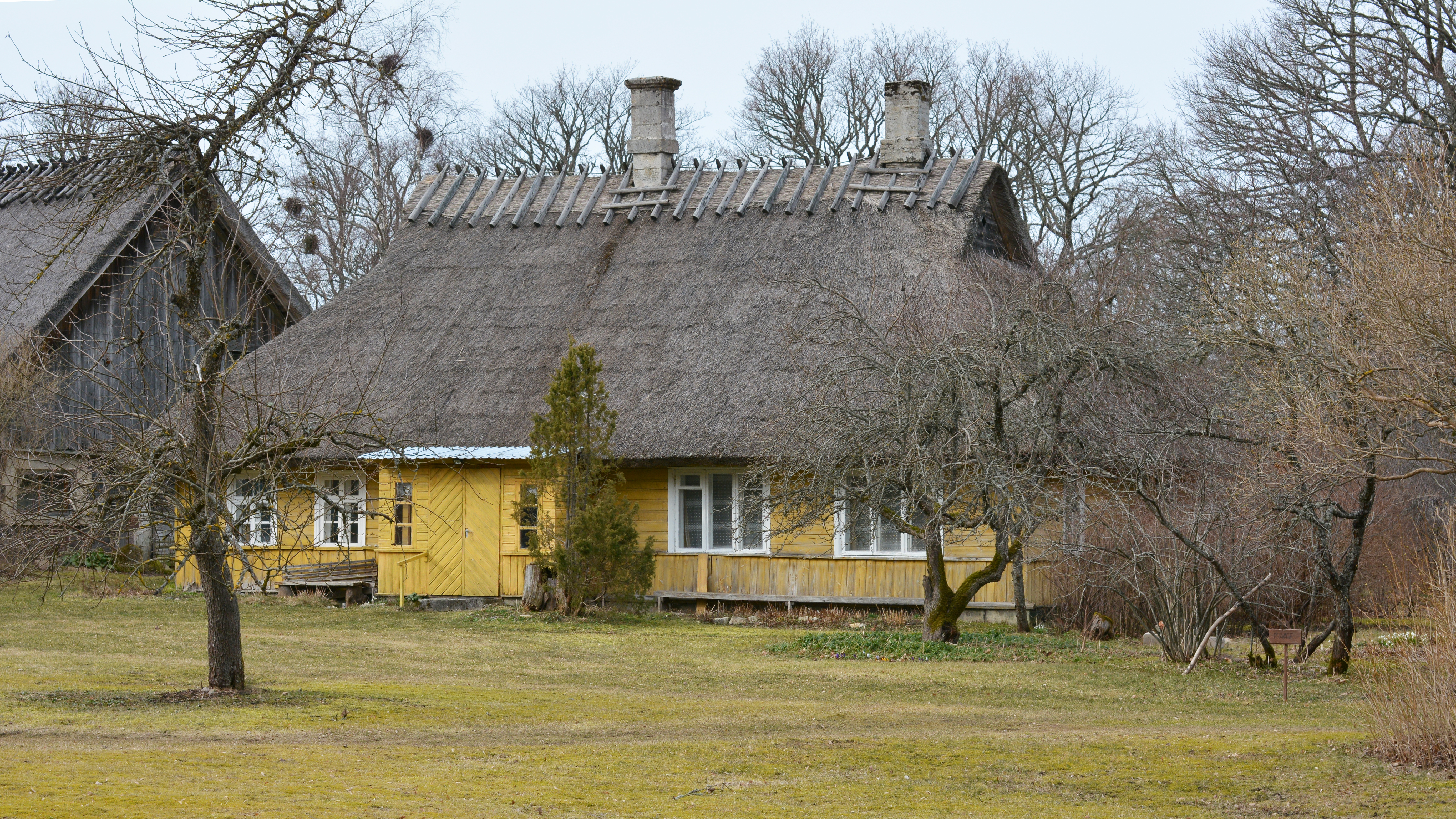
De boerderij Välja in het Muhu Museum
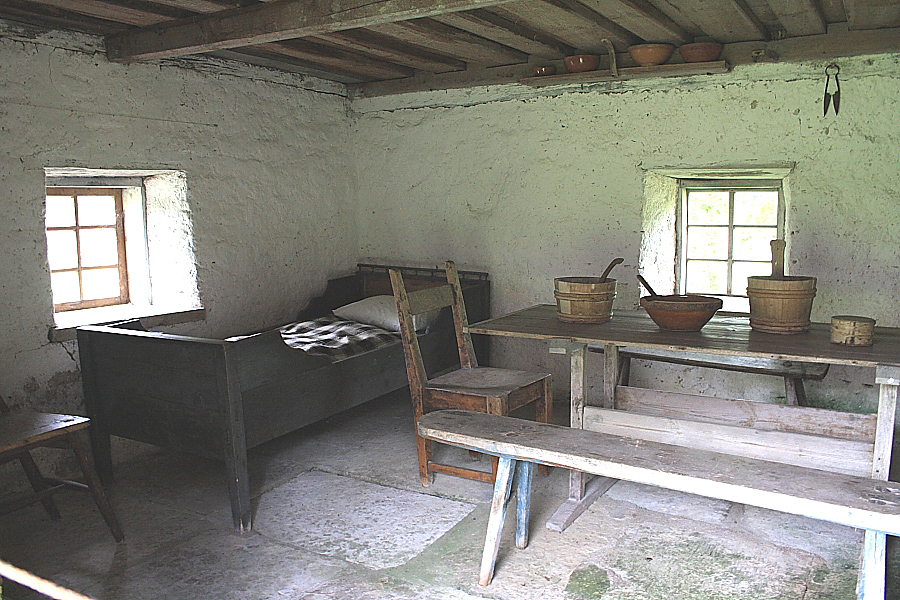
Interieur van een boerderij
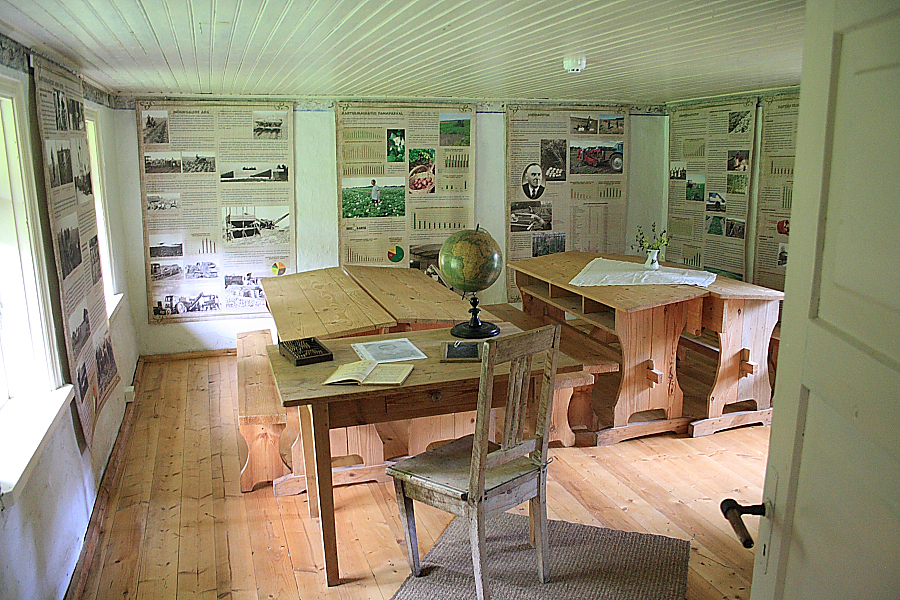
Lokaal in de dorpsschool

## Geboren in Koguva
- Juhan Smuul (1922-1971), journalist en schrijver